# Графік Лайнвівера — Берка
Гра́фік Лайнві́вера — Бе́рка (рос. график Лайнуивера— Бэрка, англ. Lineweaver — Burk plot) — графік оберненої швидкості каталізованої ферментом реакції (ордината) відносно оберненої концентрації субстрату (абсциса). Використовується для визначення максимальної швидкості каталізованої реакції та константи Міхаеліса.